# Ngingit
Ngingit is een bestuurslaag in het regentschap Malang van de provincie Oost-Java, Indonesië. Ngingit telt 4386 inwoners (volkstelling 2010).